# Naperville
Naperville é uma cidade localizada no estado americano de Illinois, nos condados de DuPage e Will. Foi fundada em 1831.

## Geografia
De acordo com o United States Census Bureau, a cidade tem uma área de 102 km², dos quais 100 km² estão cobertos por terra e 2 km² cobertos por água.

### Localidades na vizinhança
O diagrama seguinte representa as localidades num raio de 12 km ao redor de Naperville.

## Demografia
Segundo o censo nacional de 2010, a sua população é de 141 853 habitantes e sua densidade populacional é de 1 412,7 hab/km². É a quinta cidade mais populosa do estado. Possui 52 270 residências, que resulta em uma densidade de 520,55 residências/km².